# NGC 5443
NGC 5443 је спирална галаксија у сазвежђу Велики медвед која се налази на NGC листи објеката дубоког неба.
Деклинација објекта је + 55° 48' 52" а ректасцензија 14h 2m 11,6s. Привидна величина (магнитуда) објекта NGC 5443 износи 12,3 а фотографска магнитуда 13,1. NGC 5443 је још познат и под ознакама UGC 8958, MCG 9-23-26, CGCG 272-20, IRAS 14004+5603, PGC 49993.